# ノトデン
ノトデン（ Notodden）は、ノルウェーのテレマルク県にある基礎自治体（以下、本稿では便宜上「市」と表記する）。東テレマルク地方に位置する。市政の中心はノトデン町で、ノトッデンとも表記される。人口は13,025人（2023年）。
1913年にヘッダールから分立し成立。1964年1月1日の行政改革でヘッダールとグランスヘラーの各市を編入し、再出発した。
市街から数キロのところに、国内最大級のスターヴ教会（樽板教会）であるヘッダール・スターヴ教会がある。市の西部にはノトデン空港がある。ノルスク・ハイドロは国内初の水力発電所を町内に置いた。関連する産業施設群は、リューカン＝ノトデンの産業遺産の一部として、世界遺産リストに登録されている。欧州有数のブルース音楽祭とされるノトデン・ブルース・フェスティバルで知られるが、ほかにモツトイ・フェスティヴァーレン (Motstøy Festivalen) というメタル音楽祭も開かれる。

## 基礎情報

### 地名
頭の not は引き網漁、odde は岬の意味で、大意は「漁場」ということになる。

### 紋章
1939年8月11日に制定された紋章には、青地に川から稲妻が出るさまがシルバーで描かれている。市内のティン川が流れ落ちるティンフォス滝には19世紀後期、国内初の水力発電所が建設された。

## ゆかりの人物
出身者
- コーレ・ヌールストーガ - オルガニスト
- ハンス・ヘルビェンスルー - 作家
- オーラヴ・グンナルソン・ヘラン - ハーディングフェーレ奏者
- クラウス・エッゲ - 作曲家
- エンペラー - ブラックメタルバンド
  - イーサーン - ヘヴィメタルミュージシャン

イギリスで有名なアメリカ人ブルース歌手のシーシック・スティーブ は近年、この地に居を定めている。

## スポーツ
サッカーのノトデンFKの本拠地。

## 姉妹都市
2008年、ノトデン市議会はリサルミ、ニーショーピング、シュテレとの姉妹都市提携を解消するとともに、スヴァウキを新たに姉妹都市とした。
現在の姉妹都市
- クラークスデール（アメリカ合衆国、ミシシッピ州）
- スヴァウキ（ポーランド）

かつての姉妹都市
- リサルミ（フィンランド）
- ニーショーピング（スウェーデン）
- シュテレ（ドイツ）